# إدواردو ري مونيوث
إدواردو ري مونيوث (بالإسبانية: Eduardo Rey Muñoz)‏ هو لاعب كرة قدم بيروفي في مركز الهجوم، ولد في 7 أغسطس 1957 في ليما في بيرو. شارك مع منتخب بيرو لكرة القدم. أما مع النوادي، فقد لعب مع أليانزا ليما ونادي يونيفرسيتاريو.

## وصلات خارجية
- إدواردو ري مونيوث على موقع الاتحاد الدولي (مؤرشف)  (الإنجليزية)
- إدواردو ري مونيوث على موقع قاعدة بيانات كرة القدم.إي يو (الإنجليزية)
- إدواردو ري مونيوث على موقع ناشيونال فوتبول تيمز (الإنجليزية)